# 蕭愷
蕭 愷（しょう がい、506年 - 549年）は、南朝梁の官僚・文人。字は元才。本貫は南蘭陵郡蘭陵県。

## 経歴
蕭子顕の子として生まれた。はじめ国子生となり、対策で優秀な成績をおさめた。南徐州により秀才に挙げられた。秘書郎を初任とした。太子中舎人・王府主簿・太子洗馬を歴任した。大同3年（537年）、父が死去したため職を辞して喪に服した。喪が明けると、再び太子洗馬に任じられた。太子中舎人に転じ、東宮の記録を管掌した。宣城王蕭大器の下で文学をつとめた。中書郎・太子家令を歴任した。太子中庶子の謝嘏が建安郡太守として出向するとき、皇太子蕭綱が宣猷堂で送別の宴を開いたが、蕭愷はこれに召し出されて詩を賦し、15の劇韻を用いて作られたその詩はたいへん美しいものであった。蕭綱と湘東王蕭繹は蕭愷のことを才子と讃えた。太学博士の顧野王が『玉篇』を編纂したとき、蕭愷は蕭綱の命を受けてその改稿にあたった。太子中庶子に転じ、受けないうちに吏部郎となった。太清2年（548年）、御史中丞に任じられた。侯景が反乱を起こすと、蕭愷は建康城内で侍中に転じた。
太清3年（549年）、在官のまま死去した。享年は44。文集があったが、亡失した。

## 伝記資料
- 『梁書』巻35 列伝第29
- 『南史』巻42 列伝第32